# 阪上孝
阪上 孝（さかがみ たかし、1939年5月 - ）は、日本の社会思想史学者、京都大学名誉教授。専攻はフランス社会思想。

## 経歴
兵庫県生まれ。1961年京都大学経済学部卒業、66年同大学院経済学研究科修士課程修了。京都大学人文科学研究所助手、助教授、教授、2003年「近代的統治の誕生」で、京都大学より博士（経済学）の学位を取得。同年定年退官、名誉教授、中部大学人文学部教授・中部高等学術研究所副所長。2010年同退職。

## 著書
- フランス社会主義 管理か自立か 新評論 1981.10
- 近代的統治の誕生 人口・世論・家族 岩波書店 1999.1
- プルードンの社会革命論 平凡社ライブラリー 2023.5

## 共編著
- 1848国家装置と民衆 ミネルヴァ書房 1985.9（京都大学人文科学研究所報告）
- 人文学のアナトミー 現代日本における学問の可能性 山田慶児共編 岩波書店 1995.4
- 統治技法の近代 同文舘出版 1997.6
- 人文・社会科学と自然科学の対話の試み 進化論を主題として 上野成利共編 京都大学人文科学研究所 2000.3（京都大学人文科学研究所共同研究資料叢刊）
- 変異するダーウィニズム 進化論と社会 京都大学学術出版会 2003.11
- はかる はかりはかられる人と世界 長島昭共編 中部大学中部高等学術研究所 2007.10
- 〈はかる〉科学 計・測・量・謀…はかるをめぐる12話 後藤武共編著 2007.10（中公新書）

## 翻訳
- 政治と歴史 モンテスキュー・ルソー・ヘーゲルとマルクス

ルイ・アルチュセール、西川長夫共訳 紀伊国屋書店 1974
- 科学者のための哲学講義 L.アルチュセール 西川長夫・塩沢由典共訳 福村出版 1977.2
- ルソー全集 第5巻 政治経済論 白水社 1979.8、のち新版
- フランス革命事典　みすず書房 全2巻 1995、新版 みすずライブラリー 全7巻 1998-2000

フランソワ・フュレ、モナ・オズーフ編、河野健二、富永茂樹と監訳。第32回 日本翻訳出版文化賞受賞
- フランス革命期の公教育論 コンドルセほか 岩波文庫 2002.1

ルペルチエ、ドーヌー、ラカナル、ブーキエら革命家の教育論考